# Graeme Schnell
Graeme Dobson Schnell (* 7. Mai 1988 in Calgary) ist ein kanadischer Squashspieler.

## Karriere
Graeme Schnell begann seine professionelle Karriere in der Saison 2012 und gewann zwei Titel auf der PSA World Tour. Seine höchste Platzierung in der Weltrangliste erreichte er mit Position 138 im April 2015. Bei Panamerikanischen Spielen gewann er 2015 an der Seite seines Bruders Andrew die Silbermedaille im Doppel. Mit der kanadischen Mannschaft sicherte er sich die Goldmedaille. Bei den Spielen 2023 in Santiago de Chile gewann er mit der Mannschaft die Bronzemedaille. Er gehörte 2024 zum kanadischen Aufgebot bei den Weltmeisterschaften.

## Erfolge
- Vize-Panamerikameister mit der Mannschaft: 2014
- Gewonnene PSA-Titel: 2
- Panamerikanische Spiele: 1 × Gold (Mannschaft 2015), 1 × Silber (Doppel 2015), 1 × Bronze (Mannschaft 2023)